# Língua malaia
A língua malaia ou malaio (latino: Bahasa Melayu; jawi: ببهاس ملايو, pronunciado /ba.ha.sa mə.la.ju/) é uma língua austronésia falada pelos malaios e por pessoas de outros grupos étnicos que habitam a península Malaia, o sul da Tailândia, as Filipinas, Singapura, o Timor-Leste, o centro-leste da ilha de Sumatra, as ilhas Riau e partes do litoral de Bornéu.
É comumente confundida com a língua malásia (Bahasa Malaysia), que é o nome comumente aplicado à língua malaia usada na Malásia, em contraponto à língua indonésia (Bahasa Indonesia). O malaio é, portanto, uma macrolíngua que engloba ambos os idiomas. Não há um consenso total sobre essa diferenciação, visto que o órgão que regula o malaio na Malásia (Dewan Bahasa dan Pustaka; Instituto de Língua e Literatura) já declarou que ambos os termos podem ser usados para intitular o idioma da Malásia, dependendo do contexto, o que leva os próprios habitantes a utilizarem o termo que mais lhes agrada.
O malaio possui entre 215 e 278 milhões de falantes, dos quais 70 milhões aprenderam-no como língua materna e cerca de 199 milhões falam o Indonésio, que é considerado o décimo idioma mais falado do mundo. Por conta da ampla utilização no cotidiano de diversos países, é considerado um idioma ativo.

## Etimologia
A palavra "Melayu" é o gentílico da Malásia. Já o vocábulo "Bahasa" é oriundo do sânscrito, e significa "linguagem" no malaio, fazendo referência ao sistema de comunicação usando palavras ou símbolos, o que faz com que "Bahasa Melayu" signifique literalmente "língua malaia".
O "Bahasa Malaysia" têm uma etimologia quase idêntica, que é "língua da Malásia". Por mais que os dois nomes aparentem ser sinônimos, a diferença no significado deve ser ressaltada (o primeiro denomina a macrolíngua utilizada em diversos territórios, enquanto o segundo denomina o idioma utilizado especificamente na Malásia). 

## Distribuição

### Distribuição demográfica
O malaio é reconhecido como língua oficial em quatro países, Malásia, Indonésia, Brunei e Singapura, sendo um idioma minoritário em outros territórios. Além do malaio padrão, focado nos quatro países citados anteriormente, outras variações do idioma (como Malaio de Kutai e Malaio de Kedah) são faladas por indonésios e povos etnicamente malaios que habitam outros territórios (como as Ilhas Keeling), além do subgrupo em Bornéu Ocidental.
Na Indonésia, o idioma é usado como língua franca em todo o país, mas como língua materna é utilizado principalmente em Sumatra (destaque para o dialeto Minangkabau) e nas áreas costeiras de Calimantã.  Durante o primeiro Kongres Pemuda (Congresso da Juventude) da Indonésia, realizado em 1926, foi realizado o Sumpah Pemuda (Juramento da Juventude), onde o malaio foi proclamado como a língua unificadora da Indonésia. Em 1945, o idioma nomeado Bahasa Indonesia, ou indonésio, foi consagrado como a língua nacional na Constituição da agora independente Indonésia.
Na Malásia, o malaio também foi proclamado como uma língua nacional quando o país se tornou independente, em 1957. Atualmente, junto com o inglês (que é usado na educação universitária), ele continua sendo uma das duas línguas oficiais do Estado.
Em Brunei, o malaio é a única língua oficial, mas faz-se uso do inglês em níveis mais altos da educação.
Em Singapura, apesar da língua malaia ser falada apenas por 15% da população, ela é considerada uma língua nacional e oficial junto com mandarim, inglês e tâmil.

### Dialetos
Por ser uma língua de contato e ter sofrido influência de outras culturas linguísticas, o malaio possui cerca de 137 variações espalhadas pelo sudeste da Ásia. Apesar disso, existem 10 delas que são mais difundidas e que estão localizadas na península malaia.

#### Dialeto de Johor

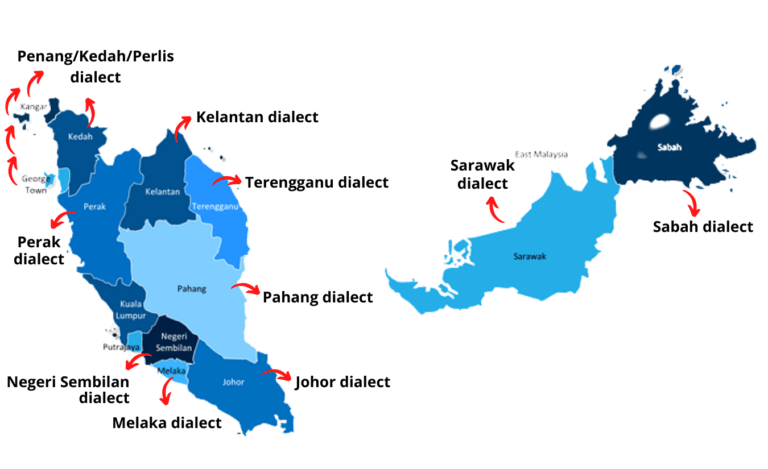
Dialetos da Península Malaia.

É o considerado "malaio padrão".

#### Dialeto de Kedah
É falado principalmente no noroeste da Malásia e na Tailândia por cerca de 2,6 milhões de falantes (que o tem como língua nativa). Possui alguns subdialetos, como o Kedah Utara, Perlis-Langwaki e Penang. O uso do dialeto prevaleceu historicamente no sudoeste da Tailândia antes de ser substituído pelo tailandês.
Existem diferenças do malaio padrão em relação aos pronomes e ao vocabulário. Por exemplo:
- 2ª pessoa do singular: awak/kamu/kau - malaio padrão hang - dialeto de Kedah
- 3ª pessoa do plural: mereka - malaio padrão depa - dialeto de Kedah

#### Dialeto de Perak
Com cerca de 1,4 milhões de falantes, o dialeto de Perak é um dos mais comuns na Malásia. É uma parte essencial da identidade dos habitantes do estado de Perak, e possui dois subdialetos, o Kuala Kangsar e o Perak Tengah, que recebem esse nome por conta dos distritos onde são majoritariamente falados.
Existem diferenças fonéticas, sintáticas e lexicais sutis entre o dialetos de Perak e os outros dialetos do malaio. Algumas dessas diferenças são:
- quando a vogal a (/a/) é a última letra da palavra, ela é substituída por um "e forte" (/ɛ/)
- os ditongos -ai e -au são pronunciados como monotongos.
- quando os fonemas nasais /m/ e /ŋ/ são as últimas letras da palavra, eles são neutralizados (passam a soar como /n/).

#### Dialeto de Pahang
É falado principalmente do estado de Pahang, apresar de haver comunidades migrantes de seus falantes nativos em áreas urbanas como Klang, e outros estados da península. Ademais, no estado de Pahang, existem ao menos duas outras variedades do malaio que são tradicionalmente faladas. É utilizado por aproximadamente 1 milhão de pessoas. Existem alguns sub-dialetos do dialeto de Pahang, mas a forma falada na vizinhança da capital real de Pahang é considerada como o "sub-dialeto padrão".
Esse dialeto é conhecido pela sua acentuada ascensão e queda de tom e pelo sotaque rápido. Ele exibe uma série de diferenças do malaio padrão, principalmente na fonologia e no vocabulário, o que faz com que ele permaneça sendo ininteligível para falantes do dialeto padrão. Algumas dessas diferenças são:
- os ditongos -ai e -au são pronunciados como monotongos.
- o /r/ (vibrante alveolar) é substituído ou pela elongação da última vogal ou pela desarticulação do /ə/.

#### Dialeto de Kelantan

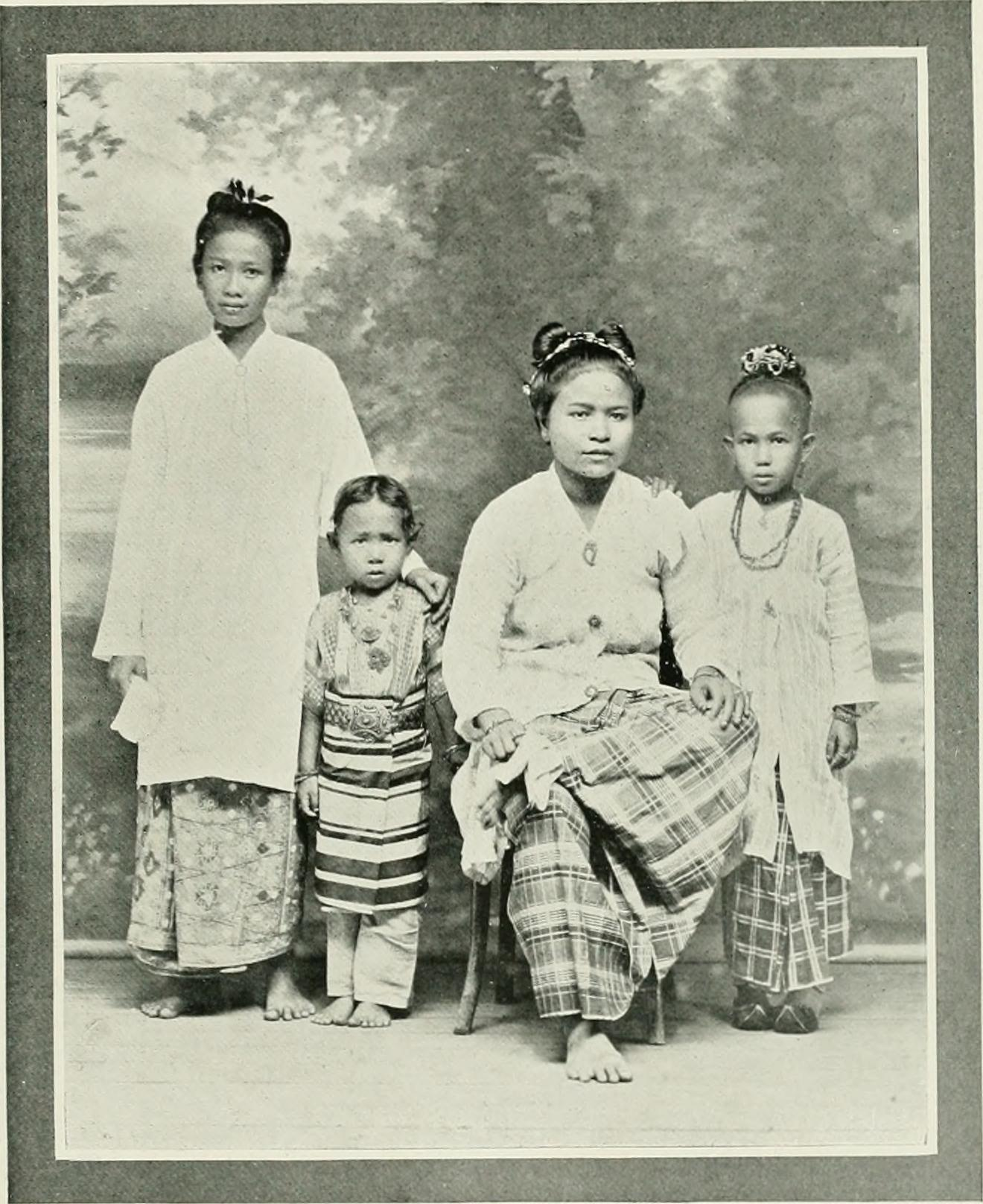
Mulheres de Kelantan

Também conhecido como dialeto de Kelantan-Pattani, ele possui cerca de 2 milhões de falantes na Malásia e mais 3 milhões na Tailândia, e também é usado como língua franca. É geograficamente isolado da maior parte da península por montanhas e florestas tropicais, o que faz com que o dialeto seja bem distinto de outras variedades do malaio.
Não é muito inteligível com o malaio padrão, e as principais diferenças estão vocabulário e na fonética. Algumas dessas diferenças são:
- as sílabas iniciais são encurtadas.
- quando uma palavra é reduplicada, o morfema inicial é deletado e é substituído por uma geminação do morfema restante.

#### Dialeto de Terengganu
É falado no estado do Terengganu, onde costumava ser uma língua franca que ajudava na comunicação entre diversos grupos étnicos. É mutualmente inteligível com os dialetos de Kelantan e de Kedah, além de ser falado por mais de 1 milhão de pessoas.
O dialeto de Terengganu desenvolveu distinções fonéticas, sintáticas e lexicais, o que fez com que ele se tornasse ininteligível com o malaio padrão, a ponto de parecer um idioma extremamente diferente. Algumas dessas distinções são:
- /a/ no final da sílaba muda para /ɔʔ/
- /ia/ muda para /ɛ/
- /m/ e /n/ no final das sílabas muda para /ŋ/

#### Dialeto de Negeri Sembilan
Falado majoritariamente em Negeri Sembilan e em Alor Gajah, e considerado por muitos como uma variante de Minangkabau. Possui cerca de meio milhão de falantes. É um dialeto relativamente próximo do malaio padrão, mas algumas das suas diferenças são:
- /a/ no final da sílaba muda para /ɔ/
- /r/ inicial muda para /j/

#### Dialeto de Sarawak
É falado no estado de Sarawak e possui cerca de 1 milhão de falantes.
É razoavelmente ininteligível com o malaio padrão por conta do vocabulário e da fonética. Por exemplo:
- No dialeto de Sarawak, /r/ é uma uvular ou velas fricativa (/ʁ/ e /ɣ/ respectivamente), ao contrário do malaio padrão, onde é uma vibrante alveolar /r/.
- Nos pronomes pessoais da 1ª pessoa do singular: saya/aku - malaio padrão  kamek - dialeto de Sarawak

## História da língua
O malaio foi usado pela primeira vez no primeiro milênio como Malaio Antigo, uma parte da família linguística Austronésia. Durante o período de dois milênios, o malaio passou por diversos estágios de desenvolvimento que derivaram de diferentes camadas de influência estrangeira através do comércio internacional, expansão religiosa, colonização e desenvolvimento de novas tendências socio-políticas. A forma mais antiga do malaio é descendente da língua Proto-Malaia-Polinésia, falada pelos primeiros colonos Austronésios no Sudeste da Ásia. Segundo alguns pesquisadores da Linguística, essa forma posteriormente evoluiria para o Malaio Antigo quando a cultura e as religiões indianas começassem a adentrar a região, provavelmente usando as escritas Kawi e Rencong. O Malaio Antigo já possuía alguns termos que existem atualmente, mas que são ininteligíveis para falantes modernos, enquanto a língua moderna já é amplamente reconhecida na escrita do Malaio Clássico de 1303 d.C.
O malaio evoluiu extensivamente para o Malaio Clássico através do influxo gradual de diversos elementos do vocabulário Árabe e Persa quando o Islã adentrou a região. Inicialmente, o Malaio Clássico era um diverso grupo de dialetos, o que refletia as variadas origens dos reinos malaios do Sudeste Asiático. Um desses dialetos, que foi desenvolvido na tradição literária de Malaca no século XV, eventualmente se tornou predominante. A forte influência de Malaca no comércio internacional da região fez com que o malaio se tornasse uma língua franca no comércio e na diplomacia, aspecto que o idioma manteve durante a época de sucessivos sultanatos malaios, a era colonial europeia e os tempos modernos. Do século XIX ao XX, o malaio evoluiu progressivamente através de melhorias gramaticais significativas e enriquecimento lexical para se tornar uma língua moderna com mais de 800.000 frases referentes a diversos assuntos.

### Proto-Malaio
O Proto-Malaio (inglês: Ancient Malay) é uma língua que acredita-se que tenha existido nos tempos Pré-Históricos e que tenha sido falada pelos primeiros colonos Austronésios da região. Sua ancestral, a língua Proto-Malaia-Polinésia (que derivou do Proto-Austronésio, outro idioma hipotético) começou a decair a partir de 2000 a.C., possivelmente por conta da expansão dos povos austronésios de Taiwan em direção ao sul (região que englobava as Filipinas, Bornéu, Celebes e as Ilhas Molucas). O Proto-Malaio foi falado em Bornéu por volta de 1000 a.C, e discute-se que ele tenha sido o antecessor de todos os dialetos malaios subsequentes.
Por conta da expansão geográfica das línguas malaicas para o interior, do seu cárater ocasionalmente conservador e do fato das suas variações não serem causadas pela mudança induzida por contato, os linguistas geralmente concordam que a terra natal desses idiomas é o Bornéu. Por volta do começo do primeiro milênio, falantes de malaio estabeleceram assentamentos em regiões costeiras que atualmente são parte do centro-sul do Vietnã, Sumatra, Península Malaia, Bornéu, Lução, Celebes, Ilhas Molucas, Ilhas Riau, Banca-Bilitom, Ilha de Java e Bali.

### Malaio Antigo (século VII ao XIV)

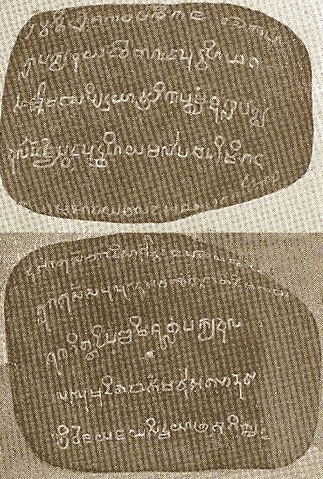
Inscrição Kedukan Bukit (683), encontrada em Sumatra, é o espécime mais antigo do idioma malaio

No começo da Era Comum, a influência da civilização indiana no arquipélago crescia cada vez mais. Através do ingresso e da proliferação do vocabulário Dravidiano e da influência de religiões indianas de grande importância, como o Hinduísmo e o Budismo, o Proto-Malaio evoluiu para o Malaio Antigo (inglês: Old Malay). A inscrição de Dong Yen Chau (que acredita-se ser do século IV d.C) foi descoberta no noroeste de Tra Kieu, próxima à Indrapura, capital do antigo Reino de Champá, onde atualmente é o Vietnã; Porém, essa é uma amostra controversa, visto que alguns especialistas consideram que ela foi escrita em Cham Antigo, ao invés de Malaio Antigo. Os espécimes incontroversos mais antigos do idioma são a inscrição de Sojomerto, encontrada no centro da Ilha de Java e datada do século VII d.C, a inscrição de Kedukan Bukit, encontrada no sul da Sumatra e várias outras inscrições que datam do século VII ao X, descobertas em diversos locais, como na Sumatra, Península Malaia, Ilha de Java, outras ilhas do arquipélago Sunda e Lução. Todas essas inscrições de Malaio Antigo usaram ou escritas de origem indiana (como Pallava e Nagari), ou os antigos caracteres de Sumatra, que foram influenciados pela Índia.
O sistema de Malaio Antigo é fortemente influenciado por escrituras em sânscrito quando se trata de fonemas, morfemas e vocabulário, além de palavras relacionadas à cultura indiana (tais como puja, bakti, kesatria, maharaja e raja) e ao hinduísmo e budismo (tais como dosa, pahala, neraka, syurga/surga, puasa, sami e biara) e que continuam sendo usadas nos dias atuais. Consta também que alguns malaios, independentemente das suas religiões, possuem nomes derivados do Sânscrito, como é o caso dos nomes de deuses ou heróis indianos hindus.
Afirma-se popularmente que o Malaio Antigo das inscrições de Srivijayan, encontradas no sul da Sumatra, é o ancestral do Malaio Clássico. No entanto, como é constatado por alguns linguistas, a relação precisa entre esses dois idiomas, seja ela de ancestralidade ou não, é problemática e permanece incerta. Isso ocorre devido à existência de algumas peculiaridades morfológicas e sintáticas, além da presença de afixos que são familiares à língua javanesa e à língua batak, mas que não são encontrados nem nos manuscritos mais antigos de Malaio Clássico. Pode ser o caso da língua das inscrições de Srivijayah é uma prima próxima ao invés de ser um ancestral do Malaio Clássico. Ademais, mesmo que as primeiras evidências do Malaio Clássico tenham sido encontradas na Península Malaia em 1303 d.C., o Malaio Antigo continuou sendo utilizado como uma língua escrita em Sumatra até o final do século XIV, fato evidenciado pela inscrição Bukit Gombak, datada de 1357, e pelo manuscrito Tanjung Tanah, da Era Adityavarman (1347-1375).

### Malaio Clássico (século XIV ao XVIII)

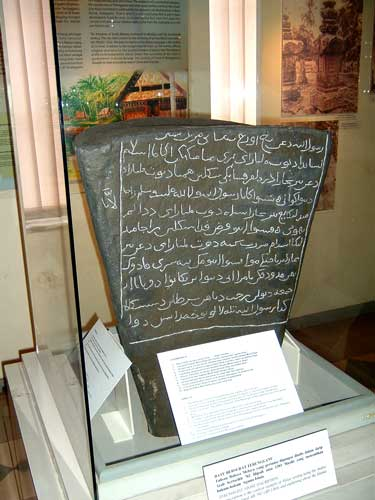
A pedra de inscrição de Terengganu (1303), a primeira evidência da escrita jawi no malaio

O período do Malaio Clássico começou quando o Islã ganhou espaço na região e se tornou uma religião de Estado. Como resultado do crescimento do intercâmbio com o mundo islâmico, essa Era testemunhou a inserção do vocabulário Árabe e Persa e a integração da cultura islâmica com a cultura malaia local. Os primeiros exemplos de léxicos árabes incorporados no Malaio Pré-Clássico escrito em Kawi foram descobertos na inscrição Minye Tujoh, datada de 1380 e encontrada em Aceh, na Sumatra. Apesar disso, o Malaio Pré-Clássico adquiriu uma forma mais radical cerca de meio século antes conforme atestado na pedra de inscrição de Terengganu, datada de 1303 e na inscrição Pengkalan Kempas, datada de 1468 e encontrada na Península Malaia. As duas inscrições não só servem como evidência do Islã como uma religião de Estado, como também são as amostras mais antigas restantes do sistema de escrita , o modelo ortográfico clássico predominante. Inscrições similares que continham vários termos adotados do Árabe com alguns deles ainda escritos na forma indianizada também foram descobertas em outras partes da Sumatra e do Bornéu.

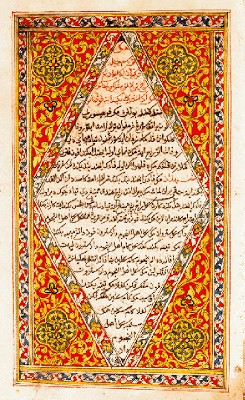
Capa de uma cópia do Sulalatus Salatin (1612), a única evidência da história do sultanato malaio no século XV

O Malaio Pré-Clássico se desenvolveu e e atingiu a sua forma refinada durante a Era de ouro do Império de Malaca e seu sucessor Johor, começando no século XV. Como uma cidade portuária movimentada com uma população de 200 mil pessoas de diferentes nações (a maior do Sudeste Asiático na época), Malaca se tornou um caldeirão de múltiplas culturas e idiomas. Mais palavras oriundas do árabe, persa, tâmil e chinês foram absorvidas e o período presenciou o florescimento da literatura malaia clássica e o desenvolvimento profissional da liderança real e da administração pública. Em contraste com o Malaio Antigo, os temas literários de Malaca foram além dos belles-lettres decorativos e das obras teológicas, acontecimento comprovado pela inclusão da contabilidade, leis marítimas, notas de crédito e licenças comerciais na tradição literária. Alguns manuscritos proeminentes nessa categoria são "Undang-Undang Melaka" (Leis de Malaca) e "Undang-Undang Laut Melaka" (Leis marítimas de Malaca).
O sucesso de Malaca como um centro de comércio, religião e produção literária fez com que a cidade se tornasse um ponto importante de referência cultural para os influentes sultanatos malaios em séculos posteriores, o que sucedeu na importância crescente do Malaio Clássico como a única língua franca da região. Através do contato e da troca interétnica, o Malaio Clássico se espalhou para além do mundo malaio tradicional, o que resultou em uma língua de comércio chamada "Melayu pasar" (Malaio de bazar) ou "Melayu rendah" (Malaio baixo), como oposto ao "Melayu tinggi" (Malaio alto) de Malaca-Johor. Na realidade, Johor até desempenhou um papel fundamental na introdução da língua malaia a diversas áreas na parte oriental do arquipélago. Acredita-se que o "Melayu pasar" seja um pidgin, talvez influenciado pelo contato entre comerciantes malaios, chineses e não nativos do idioma malaio. Contudo, o ponto mais importante foi que o malaio pidgin criolizou, criando múltiplas línguas novas tais como o Baba Malaio (inglês: Baba Malay), a língua betawi e o Malaio da Indonésia Oriental (inglês: Eastern Indonesian Malay). Ademais de ser o instrumento primário na propagação do Islã e das atividades comerciais, o malaio também se tornou uma língua de corte e uma língua literária em reinos além de seu domínio tradicional, como em Aceh e Ternate. O idioma também era usado em comunicações diplomáticas com os poderes coloniais europeus, aspecto evidenciado pelas cartas diplomáticas do sultão Abu Hayat II de Ternate para o rei João III de Portugal datadas de 1521 até 1522, a carta do sultão Alauddin Riayat Shah de Aceh para o o capitão Sir Henry Middleton da Companhia Britânica das Índias Orientais datada de 1602, e uma carta dourada do sultão Iskandar Muda de Aceh para o rei James I da Inglaterra datada de 1615.

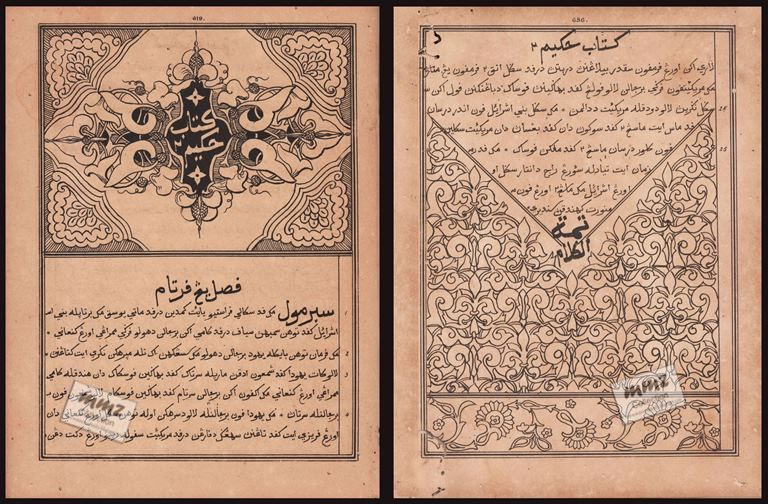
Tradução do Livro dos Juízes para o malaio (na escrita jawi) (1733).

Essa Era também presenciou o crescente interesse entre estrangeiros em aprender a língua malaia para fins de comércio, missões diplomáticas e atividades missionárias. Por conta disso, muitos dicionários e livros de listas de palavras foram escritos, sendo o mais velho deles o dicionário chinês-malaio sintetizado pelos oficiais Ming do Departamento de Tradutores da Academia Hanlin durante o auge do sultanato de Malaca. O livro era conhecido como "Man-la-jia yiyu" (chinês: 滿剌加譯語; Palavras traduzidas de Malaca) e contém 482 itens categorizados em 17 campos nomeados (astronomia, geografia, estações e épocas, plantas, pássaros e animais, casas e palácios, corpo e comportamentos humanos, ouro e joias, social e história, cores, medidas e palavras gerais). No século XVI, acredita-se que a lista de palavras continuava em uso na China, quando um oficial do arquivo da realeza revisou o registro em 1560 Em 1522, o primeiro dicionário europeu-malaio foi compilado pelo explorador italiano Antonio Pigafetta, que fez parte da expedição de circum-navegação de Fernão de Magalhães, e que contém aproximadamente 426 itens. A lista italiano-malaio se posteriormente se tornou a principal referência para a criação dos dicionários latim-malaio e francês-malaio.
A fase inicial da colonização europeia no Sudeste Asiático começou com a chegada dos portugueses no século XVI, dos holandeses no século XVII e dos ingleses no século XVIII. Esse período também marcou o despertar da cristianização na região, que tinha foco em Malaca, Amboíno, Ternate e Batavia. Publicações de traduções da Bíblia começaram a surgir no começo do século XVII, apesar de haver evidências de que o missionário jesuíta Francisco Xavier traduziu alguns versos do livro sagrado no começo do século XVI. Na realidade, Francisco Xavier devotou muito da sua vida às missões em apenas quatro centros, Malaca, Amboina e Ternate, Japão e China, dos quais dois estavam na região de língua malaia (Malaca e Japão e China).
Para facilitar trabalhos missionários, manuscritos e livros religiosos começaram a ser traduzidos para o malaio, sendo o primeiro deles começado em 1611 por Albert Ruyll, um comerciante holandês devoto. O livro era entitulado Sovrat ABC, que era escrito no alfabeto latino, o que representa a introdução dessa escrita e dos princípios básicos do calvinismo (que incluem os Dez Mandamentos, a própria fé e algumas orações) na região. Essa obra foi seguida por diversas bíblias traduzidas para o malaio, como é o exemplo de Injil Mateus dan Markus (o evangelho de Mateus e Marcos), e Perjanjian Baru (Novo Acordo).

### Malaio Pré-Moderno (século XIX)
O século XIX foi um período de forte dominação política e comercial por parte do Ocidente sobre o arquipélago malaio. A demarcação colonial trazida pelo Tratado Anglo-Holandês de 1824 levou à colonização efetiva da parte sul das Índias Orientais pela Companhia Holandesa das Índias Orientais enquanto o Império Britânico mantinha diversas colônias e protetorados na península malaia e no norte do Bornéu. Os colonizadores holandeses e britânicos, ao perceberem a importância do entendimento das línguas e da cultura local, começaram a estabelecer vários centros de estudos linguísticos, literários e culturais em universidades como a de Leida e a de Londres. Milhares de manuscritos e outros artefatos históricos da cultura malaia foram coletados e estudados. O uso do alfabeto latino começou a expandir no campo da administração e da educação, onde as literaturas e idiomas ingleses e holandeses começaram a adentrar e se espalhar gradualmente na língua malaia.

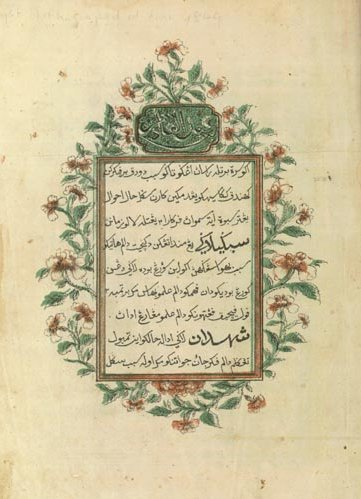
Uma página de Hikayat Abdullah escrito em jawi, da coleção da Biblioteca Nacional de Singapura. Uma primeira edição rara, foi escrita entre 1840 e 1843, impresso como litografia e publicado em 1849

Ao mesmo tempo, o desenvolvimento tecnológico do método de impressão (que permitiu a produção em massa a preços baixos) aumentou a criação de atividades relacionadas à leitura na língua malaia. Essa evolução posteriormente afastaria a literatura malaia da sua posição tradicional, que era nos tribunais malaios.
Um escritor notável da época era Abdullah Munsyi, nascido em Malaca e famoso por obras como Kisah Pelayaran Abdullah ke Kelantan (A História da Viagem de Abdullah a Calantão), de 1838 e Kisah Pelayaran Abdullah ke Mekah (A História da Viagem de Abdullah a Meca), de 1854. As obras dele marcam o primeiro estágio da transição da literatura clássica para a moderna, fazendo com que ela deixasse sua forte presença em histórias folclóricas e lendas e passasse a comparecer mais em descrições histórias precisas. Na realidade, o próprio Abdullah ajudou Claudius Thomsen, um padre dinamarquês, a publicar a primeira revista malaia em 1831, meio século antes do primeiro jornal malaio ser produzido. Ela era chamada Bustan Ariffin, e seu principal tema eram as missões cristãs. Por conta disso, Abdullah Munsyi é considerado o pai da literatura malaia moderna, sendo o primeiro nativo a ter suas obras publicadas.
Pela metade do século XIX e começo do século XX, o mundo da literatura malaia foi incrementado por escritoras mulheres como Raja Aisyah Sulaiman, conhecida pelo livro Hikayat Syamsul Anwar, de 1890, onde ela expressa a sua reprovação em relação ao seu casamento e ao seu apego à tradição e à corte real.
Os acadêmicos da região de Riau-Lingga também estabeleceram o Rusydiyah Club, uma das primeiras organizações literárias malaias que engajava em diversas atividades literárias e intelectuais no final do século XIX. O clube era composto por um grupo de estudantes de malaio, que discutiam diversos assuntos relacionados a escrita e publicação.
Entre os primeiros exemplos de jornais malaios estão Soerat Kabar Bahasa Malaijoe of Surabaya, publicado nas Índias Orientais Holandesas em 1856 e Peranakan of Singapore, publicado em 1876. Houve também um jornal publicado no Sri Lanka, conhecido como Alamat Langkapuri, considerado o primeiro jornal malaio a ser publicado utilizando a escrita.
Na educação, a língua malaia de Malaca-Johor foi determinada como a língua padrão e tornou-se meio de instrução nas escolas durante a era colonial. Começando em 1821, escolas que utilizavam o malaio eram estabelecidas pelo governo colonial britânico em Penão, Malaca e Singapura, que foram seguidos por diversos estados da península da Malásia. Esse desenvolvimento gerou a criação de livros didáticos para as escolas, junto com a publicação de materiais de referência como dicionários e livros de gramática. Além disso, um impulso importante foi dado na direção do uso do malaio na administração britânica, o que requere que todos os funcionários públicos ativos passem em um exame especial da língua malaia como uma condição para exercer o cargo, como foi publicado no veículo Straits Government Gazette 1859.
Na Indonésia, o governo colonial holandês reconheceu a língua malaia de Malaca Johor como o "malaio elevado" e a promoveu como meio de comunicação entre os holandeses e a população local. O idioma também foi ensinado nas escolas do país.

### Malaio Moderno (século XIX ao presente)
O florescimento da literatura malaia pré-moderna do século XIX levou a ascensão do movimento intelectual entre os locais e ao surgimento de novas comunidades de linguistas malaios. A apreciação do idioma cresceu, e vários esforços foram tomados pela comunidade para promover ainda mais o uso do malaio, assim como para melhorar as suas habilidades para enfrentar a Era moderna. Entre as medidas tomadas estava o planejamento de um corpus linguístico para o malaio, iniciado pela Pakatan Belajar-Mengajar Pengetahuan Bahasa (Sociedade para o Aprendizado e Ensinamento de Conhecimento Linguístico), estabelecida em 1888. A sociedade Pakatan Bahasa Melayu dan Persuratan Buku Diraja Johor (Sociedade Real de Língua Malaia e Obras Literárias de Johor), que recebeu esse nome em 1935, se envolveu ativamente na organização e compilação das diretrizes para ortografia, dicionários, gramática, pontuação, letras, redações, terminologias e etc. O estabelecimento da Universiti Pendidikan Sultan Idris (Universidade Educacional Sultan Idris) (UPSI), em 1922, em Tanjung Malim, Peraque, intensificou esses esforços. Em 1936, Za'aba, um excelente acadêmico e palestrante da UPSI, produziu uma série de livros de gramática malaia entitulada Pelita Bahasa, o que modernizou a escrutura da linguagem do Malaio Clássico e se tornou a base da língua malaia que ativa atualmente. A mudança mais importante foi a sintaxe, que foi da forma passiva clássica para a forma ativa moderna. No século XX, outros melhoramentos também foram realizadas por outras associações, organizações, instituições governamentais e congressos em vários pontos da região.
A escrita tem seu papel único na história da autoconsciência e da luta nacionalista na Indonésia e na Malásia. Além de serem a ferramenta principal para difundir conhecimento e informação, jornais como Al-Imam (1906), Panji Poestaka (1912), Lembaga Melayu (1914), Warta Malaya (1931), Poedjangga Baroe (1933) e Utusan Melayu (1939) se tornaram o principal estímulo em defender e moldar a luta pelo nacionalismo. A escrita, seja na forma de romances, contos ou poemas, tem um papel distinto em reanimar o espírito do Despertar Nacional Indonésio e o nacionalismo malaio.
Faculdades e universidades com malaio como seu meio primário de instruções evoluiram para se tornarem centros proeminentes de pesquisas e produção de novas escritas intelectuais em malaio.

## Fonologia
Existem muitos dialetos e variações no malaio, mas essa é a fonologia do malaio padrão, chamado de Bahasa Melayu Baku. Ao contrário do tailandês e do mandarim, o malaio não é um idioma tonal.

### Vogais

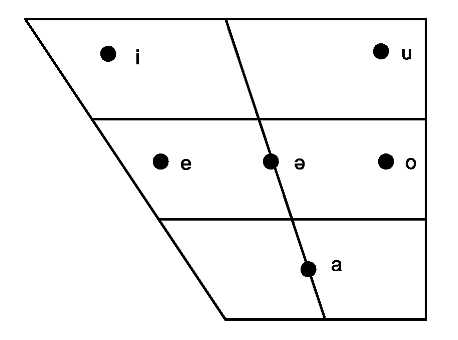
Vogais do malaio

As seis vogais do malaio padrão (Bahasa Melayu Baku) estão representadas abaixo.
|             | Anterior | Central | Posterior |
| ----------- | -------- | ------- | --------- |
| Fechada     | i        |         | u         |
| Semifechada | e        |         | o         |
| Média       |          | ə       |           |
| Aberta      |          | a       |           |

Considerações extras sobre as vogais da língua malaia e seus fonemas estão citadas abaixo.
- As palavras em malaio raramente terminam em [e] ou [o], exceto em palavras emprestadas de outras línguas e nomes próprios. Por exemplo:  
toko, do min nan 土庫 /thó͘-khò͘/ - loja pequena  
semberono, do javanês sembrono - descuidado   
kare, do tâmil kaṟi - curry  
kredo, do latim credo - crença   
resiko, do holandês risico - risco
- Palavras emprestadas de línguas europeias possuem as vogais [ɛ] e [ɔ]. Quanto mais antigo tiver sido esse empréstimo, mais as pronúncias vão estar adaptadas ao malaio. No indonésio, [ɛ] e [ɔ] são alofones de /e/ e /o/ em sílabas finais fechadas. Por exemplo:   
pek - /pɛk/ - pacote (pack, em inglês) → Pronúncia não adaptada  
kos - /kɔs/ - custo (custo, em inglês) → Pronúncia não adaptada   
pesta - /pestə/ - festa (fest, em inglês) → Pronúncia adaptada
- [ɑ] é um alofone de /a/ depois de consoantes enfáticas (como é o caso de /r/, /ɣ/ e /q/ em palavras árabes). Por exemplo:   
qari - /qɑri/ - qari
- Alguns dialetos diferenciam a duração das vogais, como ocorre no dialeto de Perak River, por exemplo:  
gulai - /ɡulaː/ (gulaa) - caril (prato típico da Indonésia, Malásia e Singapura)
- As vogais /e/ ⟨é⟩, /ə/ ⟨ê⟩/⟨ě⟩ são escritas sem diacríticos, sendo simplesmente ⟨e⟩. Os diacríticos só são usados para indicar a pronúncia correta em livros didáticos, como é o exemplo de dicionários.

### História dos sistemas de escrita

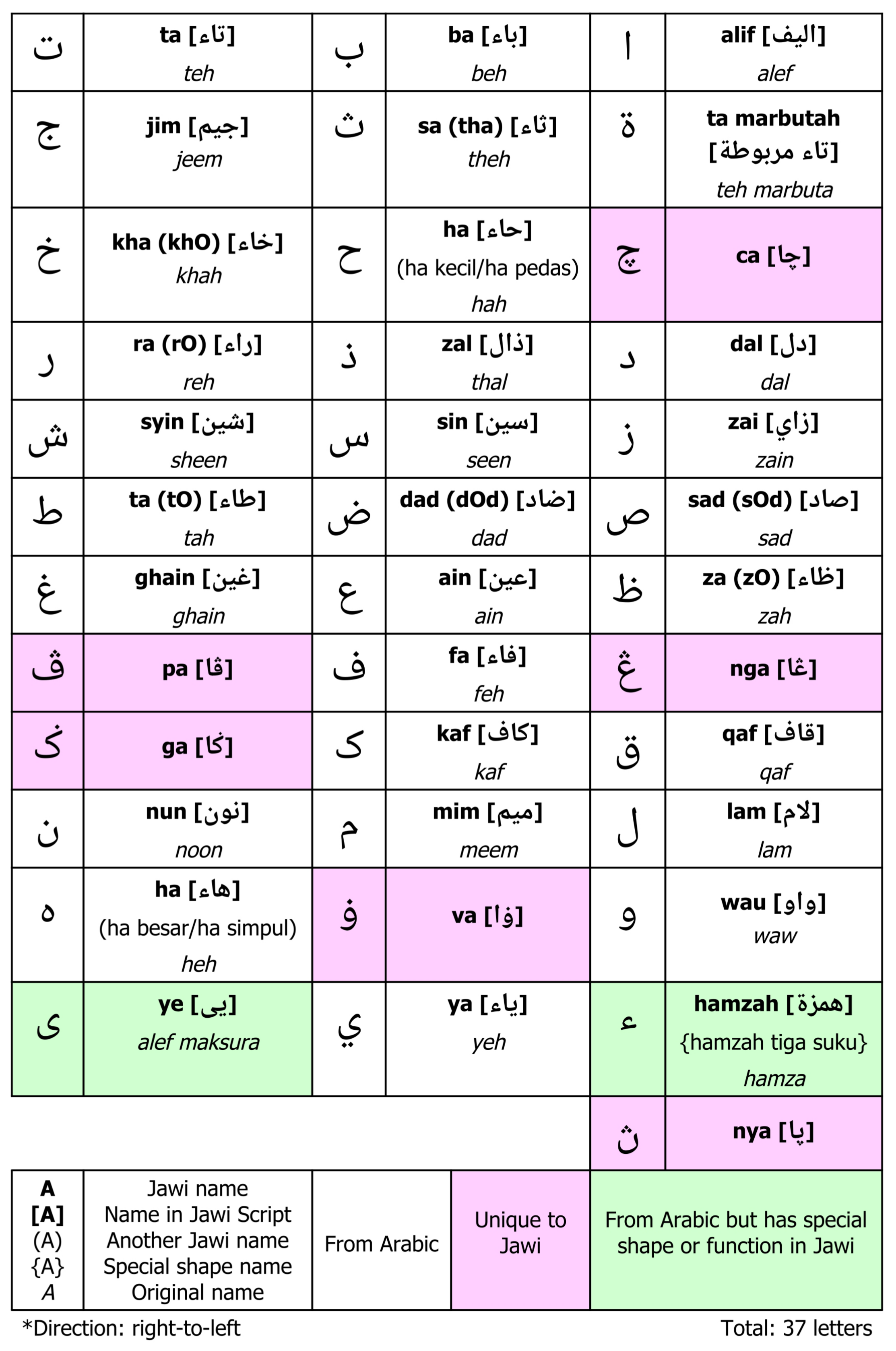
Alfabeto jawi

#### Ditongos
Algumas análises sugerem que existem três ditongos fonêmicos nativos do malaio. São eles:
- /ai/- cukai (imposto); kedai (loja)
- /au/- pulau (ilha); pandai (esperto)
- /oi/ - baloi ("que vale a pena")

Esses ditongos correm apenas no final dos morfemas dissilábicos ou trissilábicos.
Outras análises consideram que esses ditongos são apenas monotongos seguidos de uma aproximante, ou seja, ⟨ai⟩ representa /aj/, ⟨au⟩ representa /aw/ e ⟨oi⟩ representa /oj/. De acordo com essa análise, não existem ditongos fonêmicos no malaio.

### Consoantes
As consoantes do malaio padrão estão representadas abaixo. Consoantes não nativas que ocorrem apenas em palavras emprestadas, principalmente do árabe e do inglês, são mostradas entre parênteses. Algumas análises listam 19 consoantes primárias no malaio, que são os 18 símbolos que não estão entre parênteses na tabela mais a oclusiva glotal [ʔ].
|             | Bilabial | Labiodental | Dental  | Alveolar | Pós-Alveolar | Palatal | Velar   | Glotal |
| ----------- | -------- | ----------- | ------- | -------- | ------------ | ------- | ------- | ------ |
| Plosiva     | p b      |             |         | t d      |              |         | k ɡ     | (ʔ)    |
| Africada    |          |             |         |          | t͡ʃ d͡ʒ        |         |         |        |
| Nasal       | m        |             |         | n        |              | ɲ       | ŋ       |        |
| Vibrante    |          |             |         | r        |              |         |         |        |
| Fricativa   |          | (f) (v)     | (θ) (ð) | s (z)    | (ʃ)          |         | (x) (ɣ) | h      |
| Aproximante |          |             |         |          |              | j       | w       |        |
| Lateral     |          |             |         | l        |              |         |         |        |

Onde os símbolos aparecem em pares, o da direita representa a consoante sonora.